# Білоруська музика

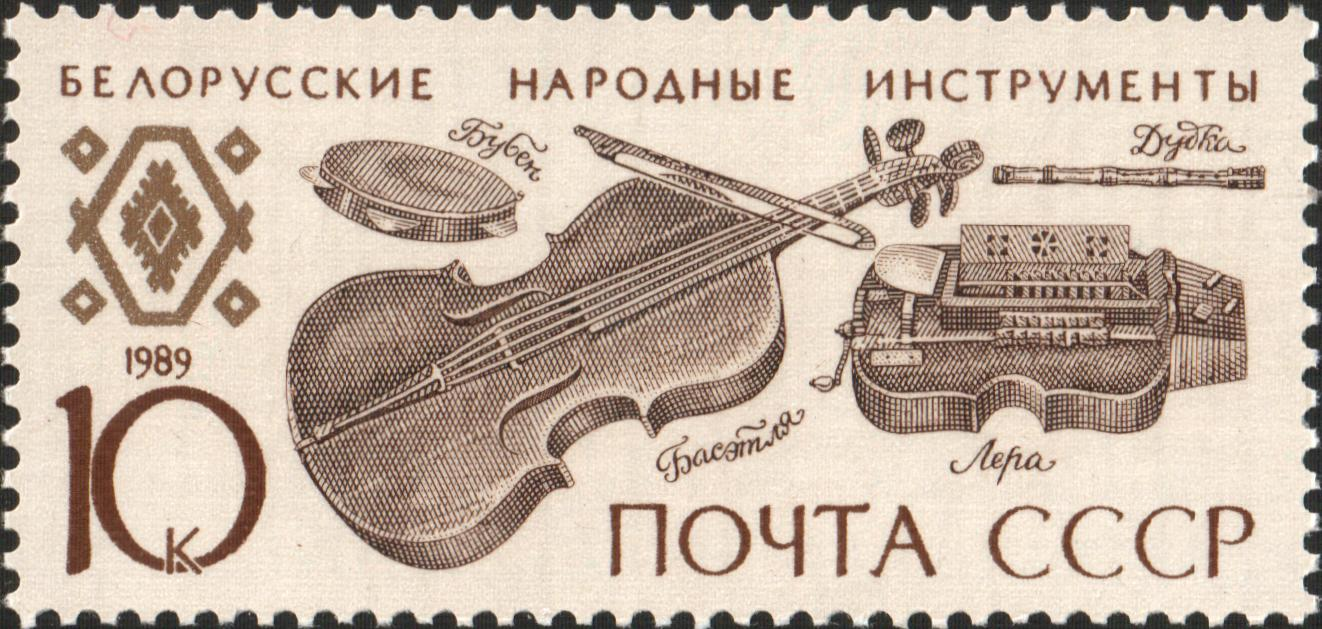
Радянська поштова марка із зображенням традиційних музичних інструментів Білорусі

Білору́ська му́зика — духовне надбання білоруського народу, одна з музичних культур європейських народів.

## Історія
Перші музичні інструменти з'явилися на суміжних з Білоруссю землях ще в епоху палеоліту. Інструменти, виготовлені з кістки мамонта, на яких збереглися сліди від ритмічних ударів, що, на думку деяких дослідників, можна розглядати як початкові форми музичних інструментів для відновлення ритмічних звуків під час відправлення яких магічних дій, пов'язаних з полюванням, виявлені біля сіл Мезин Чернігівської області, Городок Рівненської області і Костенки Воронезької області.
Найбільш ранні музичні інструменти на території Білорусі знайдений в селищі Дубакрай, близько озеро Сєнница, на кордоні Вітебської і Псковської областей. Знайдені тут дві кістяні флейти являли собою прямі трубки з п'ятьма звуковими отворами. При розкопках неолітичного поселення Осовець (Бешенковицький район)Осовець (Бешенковицький район) було виявлено фрагмент сопілки (дудки), зробленої з кістки дрібної птиці. Знахідки датуються IV — III тис. до н. е. До цієї ж пори відносяться і виявлені у поселенні Камінь (Пінський район) свистки, зроблені з гомілкової кістки лелеки.
У бронзову добу (III — початок I тис. до н. е.), були відомі вже багатостовбурні флейти, виявлені в деяких пам'ятках лужицької культури, поширеної на території Польщі і на південному заході Білорусі.
З ранньої залізної доби (VII ст. до н. е. — V ст. до н. е.), дійшли кістяні дудки-свистульки, знайдені на городищі Гораном (Сморгонський район). Обидві сторони кісток акуратно зрізані під прямим кутом, з боків зроблені отвори. Подібна дудка XII—XIII ст. була виявлена і в Слуцьку.

### Давні часи
Витоки білоруської музики пов'язані з мистецтвом східних слов'ян. Першими носіями музичного професіоналізму були скоморохи, народні музиканти (лірники, волинщики, гуслярі, цимбалісти, скрипалі та ін.), а також музиканти в храмах і монастирях.
Розвиток стародавнього професійного музичного мистецтва на території Білорусі пов'язаний із процесами християнізації, що сприяли асиміляції візантійської духовної музики, вплинули на жанр церковних піснеспівів (антифони, ірмос, тропар, канон, стихири тощо), на одноголосну акапельну манеру виконання, музичну термінологію. На церковну хорову культуру опосередковано впливали фольклорні традиції, особливості мовної просодії (пізніше побутової світської музики). Поступово формувалися основи музичного професіоналізму. Оригінальні старобілоруські знаменні співи фіксувалися невменною середньовічною нотацією в рукописних збірниках (переважно монастирських).
Близькість до загальноєвропейських народних традицій в середні століття виявлялася в діяльності скоморохів — бродячих акторів-професіоналів, творчість яких являла собою синтез мистецтв. Вони грали на інструментах (гуслах, волинці, сопілці, барабанах, пізніше — на скрипці і цимбалах), співали, й одночасно були акробатами, ілюзіоністами, дресувальниками звірів, виступаючи на площах міст, сіл, в замках, трактирах і ін. Серед них відомі скоморохи-дамрачеї (виконавці історичних пісень, билин під акомпанемент домри), скоморохи-витівники (виконували драматичні, жартівливі і сатиричні сценки, пантоміми, танці та ін.). Як носії поетичної і музичної усних народних традицій, вони брали участь в різноманітних народних обрядах і святах.
Витоки православної музики східних слов'ян — візантійська і болгарська церковна музика, яка прийшла на терени Білорусі разом з християнством. X—XIV ст. характеризуються пристосуванням візантійської співочої гімнографії до місцевих умов. Значна роль в давньому східно-християнському богослужінні в Білорусі належала грецькій мові, засвоювався візантійська церковна музика, вироблялися оригінальні знаки невменної нотації, система осьмогласія з властивим комплексом поспівок. Засвоювався одноголосний богослужбовий православний спів. Панівна роль належала тексту пісень.
З кінця X ст. серед співочих шкіл на Білорусі вирізняються Полоцька і Вітебська (з 992), Смоленська (з 1001 року) Туровська (з 1005). В цих школах кристалізувалася система безлінійної нотації, писалися перші практичні посібники по співу. Оформилася система прапорців, що склалася в XIV ст. У Великому Князівстві Литовському спочатку зберігалися традиції давньоруського знаменного співу.
На XV ст. припадає розквіт співочої православної культури Білорусі: почали фіксуватися автори пісень та укладачі рукописних нотних збірок (палеографічна ознака білоруських співочих рукописів — ірмолої); з'явилися перші співочі азбуки, у нотному письмі збільшилася кількість прапорців, розширився звукоряд у бік високих звуків, розвивалися різноманітні наспіви, музична термінологія. Поглиблювалися місцеві відмінності наспівів, посилюється зв'язок білоруської співочої гімнографії з народно-пісенної творчістю і побутовою культурою. Зароджувалися і розвивалися оригінальні знаменні розспіви, які широко використовувались у співочій практиці XV—XVI ст. й були зафіксовані в рукописних збірниках («Супрасльський ірмолой», 1598—1601). Широко використовувалися грецький, болгарський, сербський спів. Переосмислено семантику невменної нотації. Із переходом на багатоголосну систему запису зародилася квадратна лінійна нотація. У цей час відбувся поступовий відхід білоруської музичної гімнографії від норм осьмогласія. Зародилися й розвивалися духовні канти (псалми), які фіксувалися в ранніх рукописних канціоналах, богогласниках, катехізисах.

### Музика XVI—XVIIIст.
В епоху Відродження посилилася роль світського компонента в музичної культури Білорусі. Головним центром розвитку професійного музичного мистецтва залишався храм. У Білорусі, де історично відбулося перехрестя конфесійних течій, в XVI–XVIII ст. склалося специфічне багатоконфесійне середовище, в якому православна музика співіснувала з католицькою, протестантською та греко-католицькою, а також з музикою нехристиянських конфесій. З кінця XVI ст. поряд з традиційними православними піснеспівами співіснували Супрасльский та Києво-литовський та білоруський спів, а також регіональні: Вітебський та Кутеїнський, Могильовський, Несвіжський, Слуцький та ін.

#### Вплив на російську музику
З другої половини XVI–XVII ст. білоруський музичний досвід поширюється на терени Московії. Деякі білоруські монастирі були перевезені до Московського царства, в тому числі Кутеїнський з-під Орші, який став основою одного з культурних центрів майбутньої Росії — Новоєрусалимського монастиря, де склалася новоєрусалимська школа творців кантів та псалмів. Білоруські співаки входили до складу государевих співочих капел, брали участь у розробці системи кіноварних поміт. Значний внесок у розвиток православного церковного співу зробили московський, Іверський та Новодівочий монастир, які повністю складалися з білорусів.
Білорус А. Мізинець створив єдину теоретичну роботу (виконувала роль підручника) по знаменному співу — «Извещение о согласнейших пометах» (1668). З середини XVII ст. весь церковний спів в Москві перебував повністю в руках «вихідців з Польщі та Литви», які були і вчителями. Наприклад, мелодія канту білоруса Єпіфанія Славинецького «Радуйся радість» стала основою російської херувимської. Саме через знайомство із білоруським та українським кантовим співом росіяни почали опановувати багатоголосся, що згодом відкрило шлях російській співочій культурі на європейський рівень.

#### Православна музика

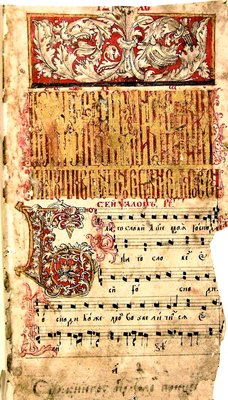
Аркуш з Жировицького ірмолою

Наприкінці XVI ст. виділялися білоруські хори Віленського, Несвижського, Слуцького, Мінського, Могилівського, Оршанського, Кутеїнського та інших братств, які виконували духовні та світські твори на 4-6, 8 і 12 голосів. Білоруські монастирі (Супрасльский, Благовіщенський, Жировицький, Могилівський та інші) і церкви були культурно-просвітницькими центрами та опорою православ'я. У Супрасльському монастирі був записаний весь корпус православних піснеспівів (укладач Б. Онисимович), вийшли антикатолицька та антиунійні рукописні полемічні статті. Православні основи богослужіння та співу збереглися в унійних церквах, особливо василіянських, та монастирях. Наприкінці XVIII ст. були створені нові рукописні співочі збірки з квадратною та невменною нотаціями, а також списки з древніших рукописів, поширювалися духовні канти, розвивалася багата народнопісенна та інструментальна творчість.
Після поділів Речі Посполитої й захоплення теренів Білорусі Російською імперією наприкінці XVIII ст. білоруська церковна музика, зберігаючи свої локальні особливості, розвивалася в руслі російського богослужбового (літургійного) співу. У церквах звучали канонічні вставні піснеспіви, затверджені Синодом.

#### Католицька музика
Католицька музика у Білорусі розвивається з кінця XIV ст. як невід'ємний компонент латинського обряду. Музичне оформлення католицького богослужіння складалося зі стилістично різних компонентів: архаїчного григоріанського хоралу, вокально-хорових творів a cappella з інструментальним супроводом, інструментальних, зокрема органних композицій, релігійних пісень. Проникнення католицтва сприяло розвитку в Білорусі органної музики, а також розвиткові таких жанрів духовної музики як меси, реквієми, інтройти, градуали й, секвенції та інші.
Найбільшого розквіту католицька музична культура досягла на теренах Білорусі у XVI ст.. Музика, в тому числі інструментальна, була обов'язковою дисципліною в наукових католицьких установах усіх рівнів. Провідна роль в музично-освітній діяльності належала ордену єзуїтів. Католицька церква в Білорусі розвивалася в тісних зв'язках з Європейськими католицькими установами в руслі загальноєвропейських тенденцій і була інтегральною частиною європейської музичної традиції. Співіснували різні традиції музичного оформлення католицького богослужіння: високопрофесійна езуїтська, домініканська (більш консервативна), францисканська (більшою мірою орієнтована на простих прихожан) та інші.

С. Лауксмін. «Ars et praxis musica». +1693

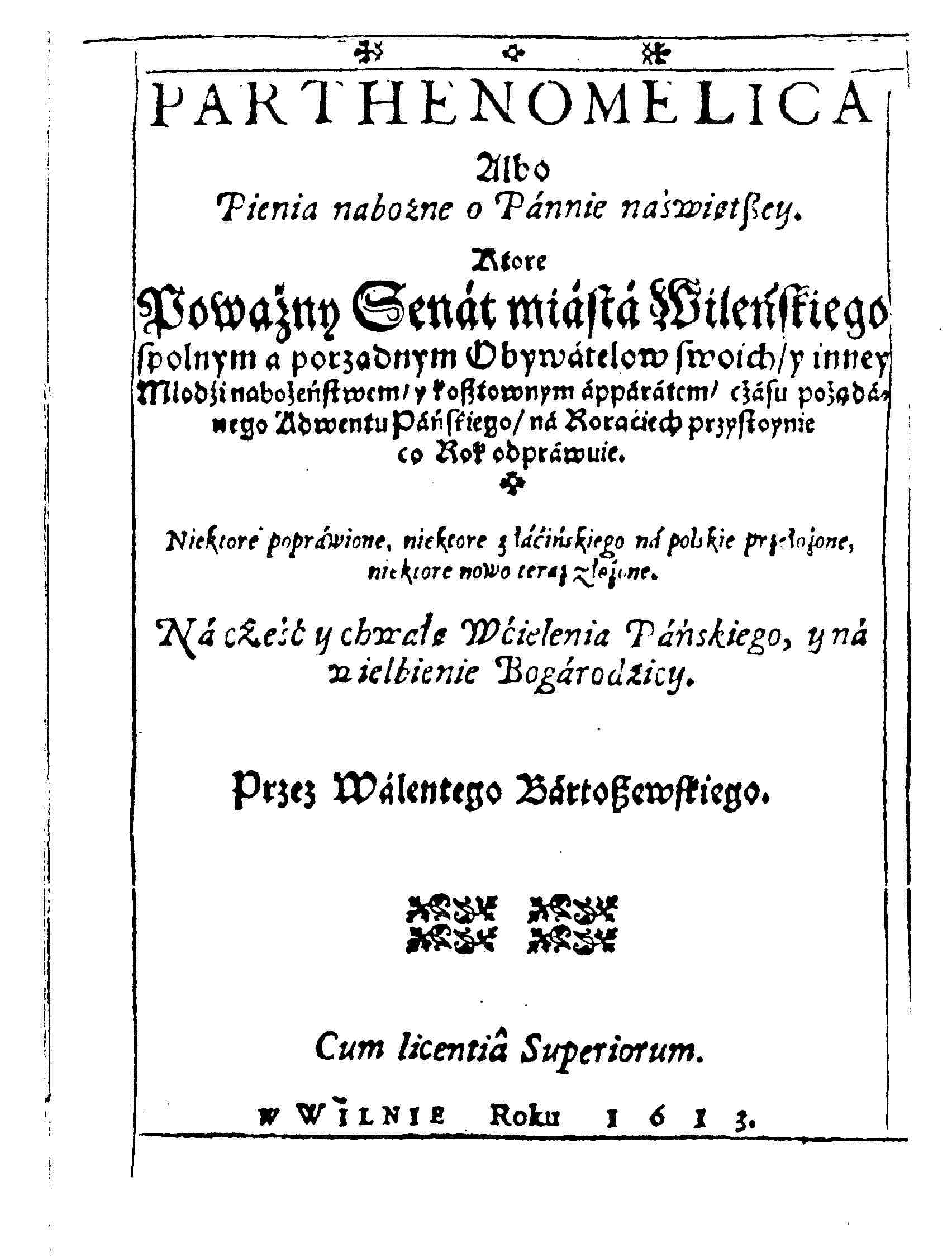
B. Борташевський. «Parthenomelica». 1613

Віленська єзуїтська академія була центром католицької музики, в ній працювали європейські освічені композитори та музиканти (Я. Брандт, Сигізмунд Лауксмін, М. Рад, Ш. Берендт, М. Кречмер та ін.). В XVII ст. У Білорусі розширилася нотодрукування — було видано «Пісні» Я. Бранта (1 601), «Пісенник» B. Борташевського (1613), «Літанії» Ш. Берендт (1 638, 1639 р.), хоральні «градуали» (1667, 1693, 1742) і «Антифанарій» (1667, 1694, 1742; складений C. Лауксміним), перший у ВКЛ підручник з теорії хорального співу латинською мовою «Теорія та практика музики» С. Лауксміна (1667, 1669, 1693). Більшість творів католицької музики XVIII ст. францисканського походження. В літургійних жанрах у другій половині 18 ст. працювали монах-францисканець Шимкевич, музиканти зі Слонімської капели М. К. Огінський, Л. Грабенбавер.

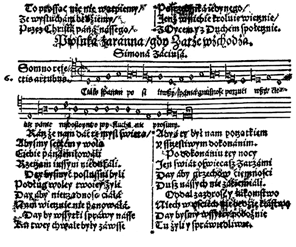
Сторінка Брестського канціоналу. 1558 рік.

Протестантська конфесія також значно вплинула на формування музично-професійного мистецтва Білорусі. Її проникнення на білоруські землі та розвиток припали на середину XVI ст. під впливом ідей Реформація. Найбільший вплив на музичне мистецтво проявився у видавничій діяльності протестантів: виданням першого в Білорусі нотного видання «Брестський канціонал» (+1558), «Несвизького канціоналу» (1563) та ін.

#### Унійна музика
Наприкінці XV-початку XVI ст. у Білорусі почала формуватися музична традиція унійної цекрви. Вона пов'язана з принциповими змінами в православній музиці, з сильним впливом західноєвропейської музичної культури, прийняттям західної системи нотолінійного запису, багатоголосним співом партесних творів, орієнтованих на західноєвропейський концертний стиль. Унійна музично-літургійна практика, побудована відповідно до католицької моделі, складалася з традиційного білорусько-українського знаменного співу, багатоголосних хорових композицій поліфонічного або гомофонно-гармонічного складу (a cappella з інструментальним супроводом), простих напівфольклорних пісень у виконанні віруючих. Цілеспрямоване та послідовне виконання греко-католиками древніх співочих традицій білорусько-українського знаменного співу збереглися в рукописних ірмолоях XVII–XVIII ст. з Супрасля, Жировиць, Смоленська, а також в перших слов'янських нотних виданнях, призначених для унійних церков: Львівські (1700, 1709 р.) і Почаївські (1766, 1793) ірмолої, осьмогласники(1776 р 1793). Для унійної музики характерне широке використання органу і інструментальних капел. Орган Жировицького василіянського монастиря вважався одним із найкращих інструментів XVII ст. У Супраслі був виданий перший збірник релігійних пісень східних слов'ян — «Багагласник» (1790).

#### Світська музика

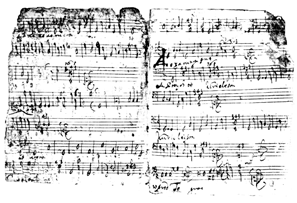
Полоцький зошит. Сторінки 59—60

Світська вокальна та інструментальна музика пов'язана з князівським палацовим, військовим, міським побутом. З XVI ст. при королівських, великокнязівських та магнатських дворах створювалися музичні центри, в яких працювали талановиті місцеві та закордонні музиканти. В Гродно з 1543 року для обслуговування урочистостей діяла «Литовська капела» (у складі 15 музикантів, мабуть, місцевого походження), при дворі Стефана Баторія в 1580-х рр. існувала капела, при якій працювали вокалісти та інструменталісти, звучали твори Криштоф Клабана та Войцеха Длугорая. При дворах магнатів та великих князів в XVI ст. працювали також: слов'янські композитори Кипріян Базилік та Вацлав з Шамотул, Микола Гомулка і Ян Брат, угорський лютняр та композитор Валентин Бакфарк, багато італійських музикантів, серед яких відомі композитори Лука Маренціа, Джованні Батіста Калола, лютняр та композитор Діомед Като, органіст Антоній Мафон. При дворах місцевої аристократії виконувалися авторські та анонімні твори, зразки яких збереглися в «Віленському зошиті» та Остромечівському рукописі (т. зв. «Полоцькому зошиті»; обидва XVII століття.).
У XVI–XVIII ст. музичне оформлення характерно для театральних постановок навчальних закладів різних конфесій в містах та містечках Білорусі, в тому числі Бресті, Гродно, Жіровицях, Могильові, Мінську, Орші, Полоцьку, Слонімі. У шкільних спектаклях, приурочених до релігійних та світських свят виконувалася вокальна (кромки, псалми, гімни, пісні) та інструментальна музика. В інтермедіях і інтерлюдіях, що розігрувалися між основними частинами вистави, іноді використовували народні мелодії. У міру розвитку шкільного театру роль музики в постановках зросла, почали виконувати оперні твори. Збереглася рукописна партитура одного з них — «Аполлон-законодавець, або реформований Парнас» Р. Вардоцького і М. Цяцерського з Забельського домініканського колегіуму (1789), який органічно поєднує риси шкільної постановки та власне опери.
З другої половині XVIII ст. при магнатських дворах виникали та розширювалися музичні осередки, які поєднували музичні театри, оркестр, капели та музично-театральні школи. Серед найбільших музичних центрів: Несвіж та Слуцьк (Радзивіллів), Слонім (М. Казимира Огінського), Гродно (А. Тізенгаузена), Шклов (С. Зорича) і Деречін (Сапегів). На сценах магнатських театрів ставилися світова оперна класика, а також перші опери місцевих авторів, в тому числі «Агатка, або Приїзд пана» Я. Голланда і М. Радзивілла. На концертах звучали симфонічні та камерні твори італійських, французьких, австро-німецьких композиторів, а також композиції місцевих музикантів, серед яких — Єжи Баканович, Леон Сітанський, Ян Ценцілович, В. Козловський. Розвивалося також аматорське виконавство та творчість. Діяльність магнатських «музичних садиб» сприяло розвитку в Білорусі різних форм музичної творчості, виконавства та освіти, зростання музичного професіоналізму, становленню театрально-концертних жанрів, творчого засвоєння норм європейської музики класицизму.
Наприкінці XVIII ст. з російською окупацією теренів Білорусі колишня інфраструктура магнатсько-аристократичної культури прийшла у занепад і більшість магнатських музичних центрів припинила своє існування.

### Музика 19— початку 20 століття

Антоній Абрамович (1848), білоруський композитор, який одним з перших почав створювати національно-характерні твори, в основі яких мелодії білоруських народних пісень і танців

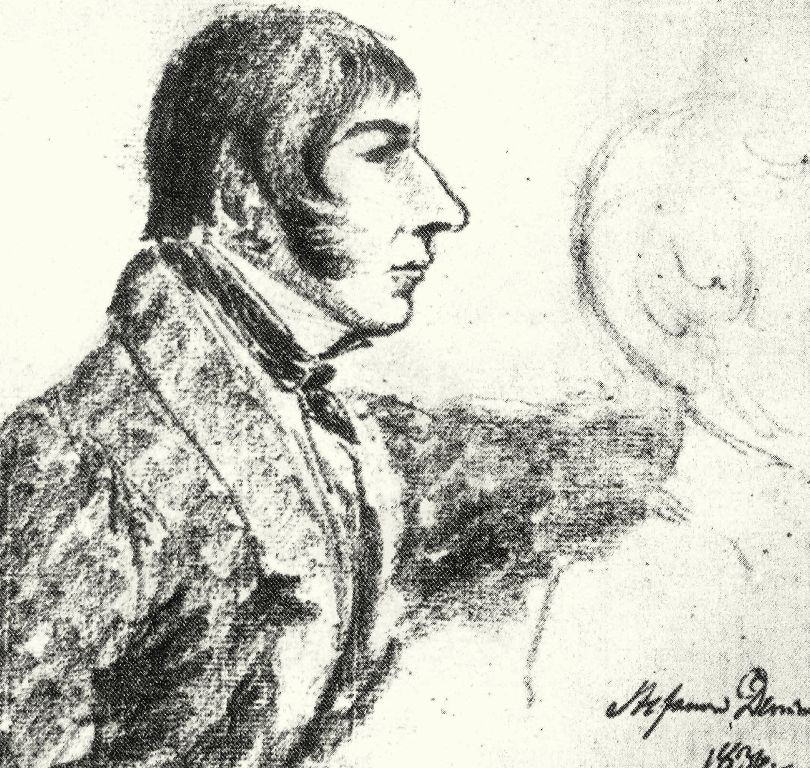
Домінік Стефанович, один з активних пропагандистів музичного мистецтва в Білорусі, який сприяв розширенню музичної освіти на білоруських землях

У першій половині 19 ст. популярності набули маєткові театри, галереї, бібліотеки та приватні школи магнатів. Інтенсивного характеру набуло музичне життя в великих містах Білорусі-Мінськ в Бресті, Вітебськ в Могильові, Бобруйськ в Гродно, Гомелі та ін. Важливу роль в її розширенні придбали пансіони в Мінську і інших містах. У Мінських пансіонатах музичну освіту здобули Камілла Марцинкевич, Станіслав Монюшко, Флоріан Міладовський. Розширенню музичної культури сприяли оркестри у Мінську, Гомелі, Вітебську, Гродно; сольні виступи піаністів Камілли Марцинкевич, Ф. Міладовського, Н. Орди й скрипалів К. Кжижановського, М. Єльського та інших.
Деякі музиканти займалися музично-теоретичною діяльністю. Так, Наполеон Орда створив «Граматику музики, Теоретичне та практичне викладання мелодії та гармонії з коротким доповненням про фугу, контрапункт, оркестрові інструменти, орган, фортепіано і про науку співу для піаністів» (1873), Е. Голланд написав «академічний трактат про справжнє музичне мистецтво» (1806).
Разом з тим у білоруських професійних музичних колах пробуджується інтерес до білоруської народної пісні. Паралельно із записом, вивченням та публікаціями робилися спроби її композиторської обробки та концертної пропаганди. Перші публікації мелодій білоруських народних пісень поміщені в роботах Марії Чарновської («Пам'ятники міфології слов'янської в звичаях, які збереглися в сільському населенні Білорусі», 1817), Лукаша Галамбіовського («Люд польський, його звичаї, забобони», 1830), Антона Абрамовича (стаття «Кілька мелодій білорусів, записаних та складених фортепіанним суспільством», 1843).
Період інтенсивного накопичення відомостей про білоруську народну музику та її фіксація припадають на другу половину XIX-початок XX ст. Музичний матеріал включався в етнографічні описи та фольклорні збори: «Матэрыялы для вывучэння побыту і мовы рускага насельніцтва Паўночна-Заходняга краю» Павла Шейна (т. 1-3, 1887-1902), «Ліцвіны-беларусы Чарнігаўскай губерні, іх побыт і песні» Марії Косич (1901), «Беларусы-сакуны» Ісаака Сербава (1915).і багато інших.
Значна роль у вивченні та пропаганді білоруської народної пісні належала музично-етнаграфічній комісії етнографічного відділення Товариства любителів природознавства, антропології та етнографії при Московському університеті, організована в 1901 році. В її роботі брали участь С. Танєєв, М. Кляновський, А. Маслов, Ю. Енгель. У композиторській діяльності в цей період виділилися жанри оперети («Конкуренти» Ф. Мілодовского, «Тарас на Парнасі» І. Шадурського, «Рекрутський набір» та «Селянка» С. Монюшка і К. Кжижановського, «Змагання музикантів» та «Чарівна вода» С. Монюшка), музичні комедії («Лотерея» С. Монюшка), а також інструментальний концерт (2 скрипкові концерти М. Єльського), інструменті мініатюри (фортепіанні композиції В. Пшибори, танці для різних інструментів, у тому числі полонези, мазурки, англез П. Карафа-Корбута), фортепіанні мініатюри (мазурки М. Єльського, Н. Орди, К. Марцінкевич, Ф. Мілодовського, вальси А. Абрамовича, Ю. Дащінського, Н. Орди, експромти Ф. Мілодовского, М. Єльського, серенади Н. Орди, «пісні без слів» М. Єльського і ін.).
Поруч зі світською створювалася і духовна музика. Її писали: Ю. Дащінський, С. Монюшко, Ф. Міладовський, Й. Глинський та ін. Розширилися меси на тексти польськомовних віршованих парафраз. У Вільнюсі регулярно видавалися церковні канціонали Е. Тупольського, М. Гербурта, Вашкевича, пісенники Ю. Грима, підручники органної гри Я. Галина, Ю. Грима, меси Л. Герінга, Ю. Грима і ін. Були спроби створення спеціальних навчальних закладів для церковних музикантів. На рубежі 19—20 ст. працювали приватні музичні школи в Мінську (з 1894), Могильові (з 1886), Гомелі (з поч. 20 ст.). У 1872—1897 в Мінську діяло училище органістів (засновник канонік Ф. Сенчиковський), в якому викладалися гра на фортепіано, скрипці, спів, теорія музики, а також виконавства на органі і в оркестрі духової музики. Про рівень культури в Білорусі в 19 ст. свідчить існування фабрик музичних інструментів в Мінську (фабрика фортепіано І. Білявського, їй передувала фабрика музичних інструментів І. Фохта, де 1858 був зроблений церковний орган).
Розширилася діяльність антрепризних труп А. Металова, в репертуарі якого, зокрема, була опера «Наталка-Палтавка» М. Лисенка. Діяли музичне товариство (з 1860), Товариство любителів витончених мистецтв (з 1898) в Мінську, Брестсько-литовське музично-драматичне товариства любителів (1885), та інші товариства. У Білорусі гастролювали С. Рахманінова, П. Сарасате, Д. Поппер.

## Радянські часи
У радянський період у Білорусі, як і інших радянських республіках, створюється мережа музичних освітніх та концертних установ. Зокрема, було засновано Державний симфонічний оркестр БРСР (1927), Державний народний оркестр БРСР (1930), Білоруська студія опери і балету (1933), Білоруська консерваторія (1932), Білоруська філармонія (1937), Спілка композиторів БРСР (1938). У 1940 організований Білоруський ансамбль пісні і танцю.
У другій половині 20 ст. зріс інтерес композиторів до морально-філософської проблематики, відбувалися якісні зміни, іноді опозиційні до традицій і попередніх жанрових і стильових нормативів, що проявилися, наприклад, у творчості Л. Абеліовіча, Є. Глєбова, С. Кортеса, Д. Смольського, О. Янченко та ін. У жанрі оперети і мюзиклу активно працювали Ю. Семеняка, Р. Сурус, В. Кондрусевич, Е. Глєбов, А. Мдівані та ін.

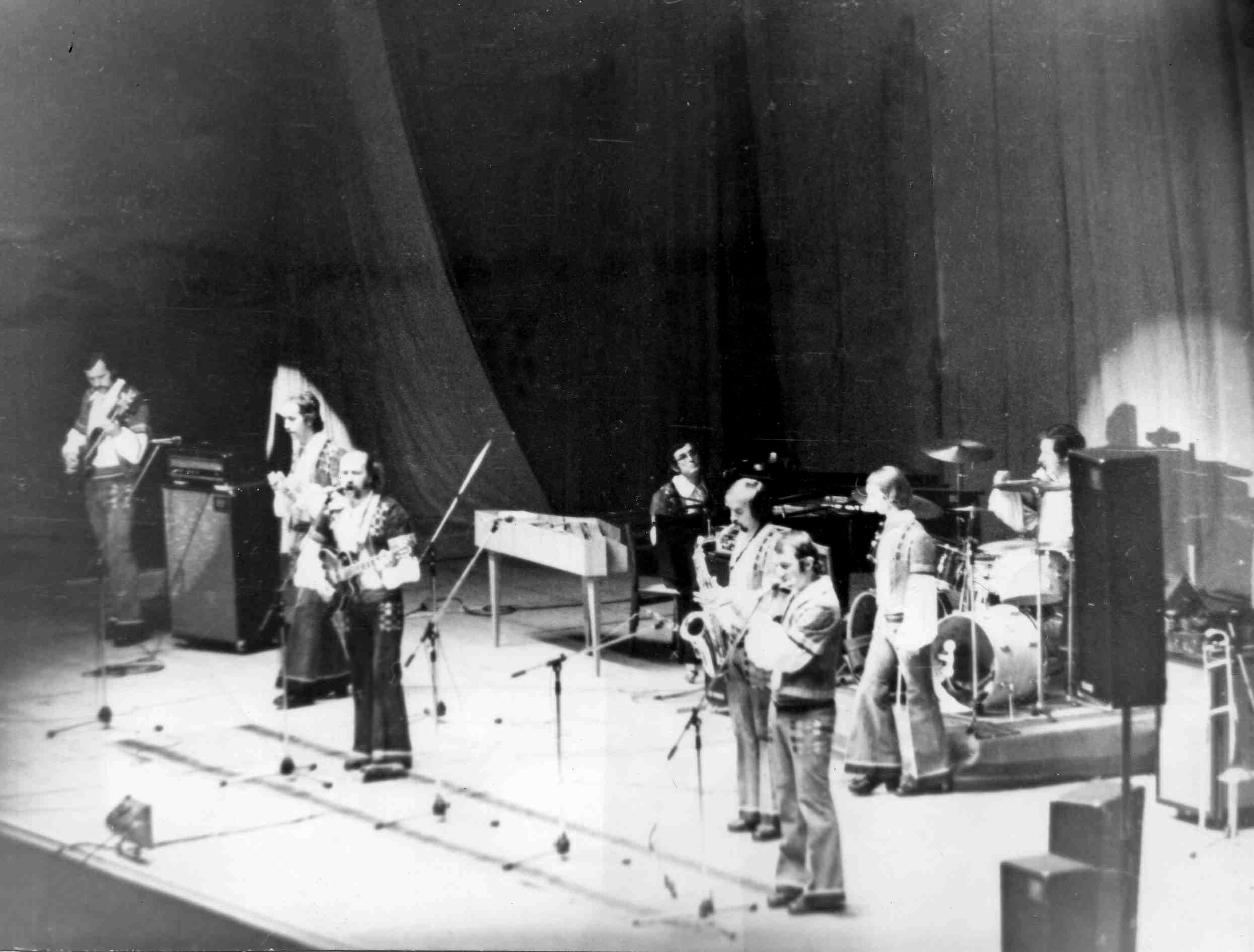
Гурт «Пісняри», 1974 рік

У 1970-ті роки зароджується білоруська оперета — «Павлинка», реж. Семеняка, 1973; «Нестерка», реж. Суруса, 1979 р, Розвивається камерна і хорова музика, популярними стають твори композиторів А. В. Богатирьова, І. М. Лученка, Е. С. Ханка.
З 1980-х років почала активно розвиватися поп-музика і рок-музика. В області естрадної музики відбувалися якісні зміни, викликані зверненням до фольклорних джерел, особливостями сучасних манер виконання, взаємовплив різних жанрів («Пісняри», «Сябри», «Вераси» тощо). Найбільш плідно в жанрі пісні працюють композитори І. Лученок, В. Будник, Е. Зарицький, Л. Захлєвний, Ю. Семеняка, Е. Ханок, І. Поливода, А. Єлісеєнко.

## Сучасність
Серед сучасних музичних колективів Білорусі — Президентський оркестр Республіки Білорусь, Національний оркестр симфонічної та естрадної музики під керуванням М.Фінберга, Державний академічний симфонічний оркестр, Державний камерний оркестр Республіки Білорусь, Державна академічна хорова капела ім. Г. Ширми, Національний академічний народний хор Республіки Білорусь ім. Г. І. Цитович, вокальна група «Чистий голос», вокально-інструментальний ансамбль «Пісняри», вокально-інструментальний ансамбль «Сябри». Вихідцями із Білорусі є також російський співак Борис Мойсеєв та гурт «Ляпіс Трубецкой».
Багато уваги білоруські композитори приділяють театральній музиці і кіномузиці. Проводяться численні музичні міжнародні та республіканські фестивалі, в тому числі «Білоруська музична осінь», «Мінська весна», «Слов'янський базар», Національний фестиваль білоруського пісні та поезії, фестиваль духовної музики «Магутни Божа», фестиваль етнічної музики «Crivia Aeterna» та ін.
З 2004 року Республіка Білорусь бере участь у конкурсі Євробачення.
Також в Білорусі є популярна пост-панк група "Мовчать дома".